# Heldenberg
Heldenberg ist eine Gemeinde mit 1478 Einwohnern (Stand 1. Jänner 2025) im Bezirk Hollabrunn in Niederösterreich (Österreich).

## Geografie
Heldenberg liegt im Tal der Schmida im Weinviertel. Die Fläche der Gemeinde umfasst 27,40 Quadratkilometer. Davon sind 53 Prozent landwirtschaftliche Nutzfläche, 10 Prozent Weingärten und 28 Prozent der Fläche sind bewaldet.

### Gemeindegliederung
Das Gemeindegebiet umfasst folgende fünf Ortschaften (in Klammern Einwohnerzahl Stand 1. Jänner 2025):
- Glaubendorf (546) samt Siedlung Glaubendorf
- Großwetzdorf (414)
- Kleinwetzdorf (180)
- Oberthern (204)
- Unterthern (134)

Die Gemeinde besteht aus den Katastralgemeinden Glaubendorf, Großwetzdorf, Kleinwetzdorf, Oberthern und Unterthern.

### Nachbargemeinden
| Ziersdorf           |                                             |            |
|                     | Kompassrose, die auf Nachbargemeinden zeigt | Hollabrunn |
| Großriedenthal (TU) | Großweikersdorf (TU)                        |            |

## Geschichte

### Ober- und Unterthern
In einer Schenkungsurkunde des Kaisers Heinrich IV. aus dem Jahr 1066 wird der Ort Ternie erstmals urkundlich erwähnt.
Eine Unterscheidung von Oberthern und Unterthern gibt es erstmals in einem Urbar des Stiftes Passau aus dem Jahre 1320, wo ein Inferior Tern und ein Superior Tern genannt wird.
Die mittelalterlichen Besitzverhältnisse zeigen im Jahr 1590 Besitzungen vom Stift Göttweig, vom Stift Garsten sowie der Gräfin Hardegg. 1401 dürfte die Kirche in Oberthern errichtet worden sein, urkundlich belegt ist eine Kirchenobligation aus dem Jahr 1635. Die Kirche wurde durch einen Zubau im Jahr 1961 erweitert.
Obwohl bereits im 17. Jahrhundert von der Ansässigkeit eines Lehrers in Oberthern berichtet wird, sah erst die Theresianische Schulreform 1787 für Ober- und Unterthern eine eigene Schule vor. Die Volksschule Oberthern wurde 1966 aufgelassen und dem Schulsprengel Großweikersdorf zugeschlagen.

### Groß- und Kleinwetzdorf
Die erste zweifelsfreie Erwähnung des Namens Wetzdorf stammt aus dem Gültbuch (Einnahmenverzeichnis) des Stiftes Zwettl aus dem Jahr 1346.
Die Pfarre wurde 1783 im Zuge der josephinischen Reformen gegründet.
In der Mitte des 16. Jahrhunderts wurde in Kleinwetzdorf das Schloss Wetzdorf erbaut, eine aus drei Höfen bestehende, zweigeschoßige Anlage, die 1726 um eine Schlosskapelle erweitert wurde. Joseph Gottfried Pargfrieder, ein Lieferant der k.u.k. Armee, erwarb 1832 das Schloss und ließ die Gedenkstätte Heldenberg (1846–1849) sowie den englischen Garten mit kegelförmigem Aussichtsberg anlegen.

### Glaubendorf
Der Name des Ortes leitet sich vom Vornamen Chlubo ab, etymologisch also nicht von „glauben“, sondern von „(auf)klauben“ (sammeln, aufheben). In alten Urkunden wurde die Schreibweise Chlubendorf verwendet, die früheste urkundliche Erwähnung erfolgte um das Jahr 1130 als Cloubendorf.
In Glaubendorf entstanden um etwa 5000 v. Chr. zwei Kreisgrabenanlagen. Die kleinere Anlage Glaubendorf 1 besteht aus zwei konzentrischen Gräben. Glaubendorf 2 umfasst drei Gräben von 71 m, 90 m und 109 m Durchmesser um einen inneren Palisadenkreis mit 50 m Durchmesser (d.s. 158 m Länge, 650 Baumstämme). Durch geomagnetische Prospektion wurden fünf (ursprünglich wahrscheinlich sechs) Erdbrücken als Zugänge ins Innere und zwei Tore im Palisadenring nachgewiesen. Das Aushubvolumen wird auf 6100 m³ geschätzt, die Bauzeit auf 3 bis 5 Jahre.

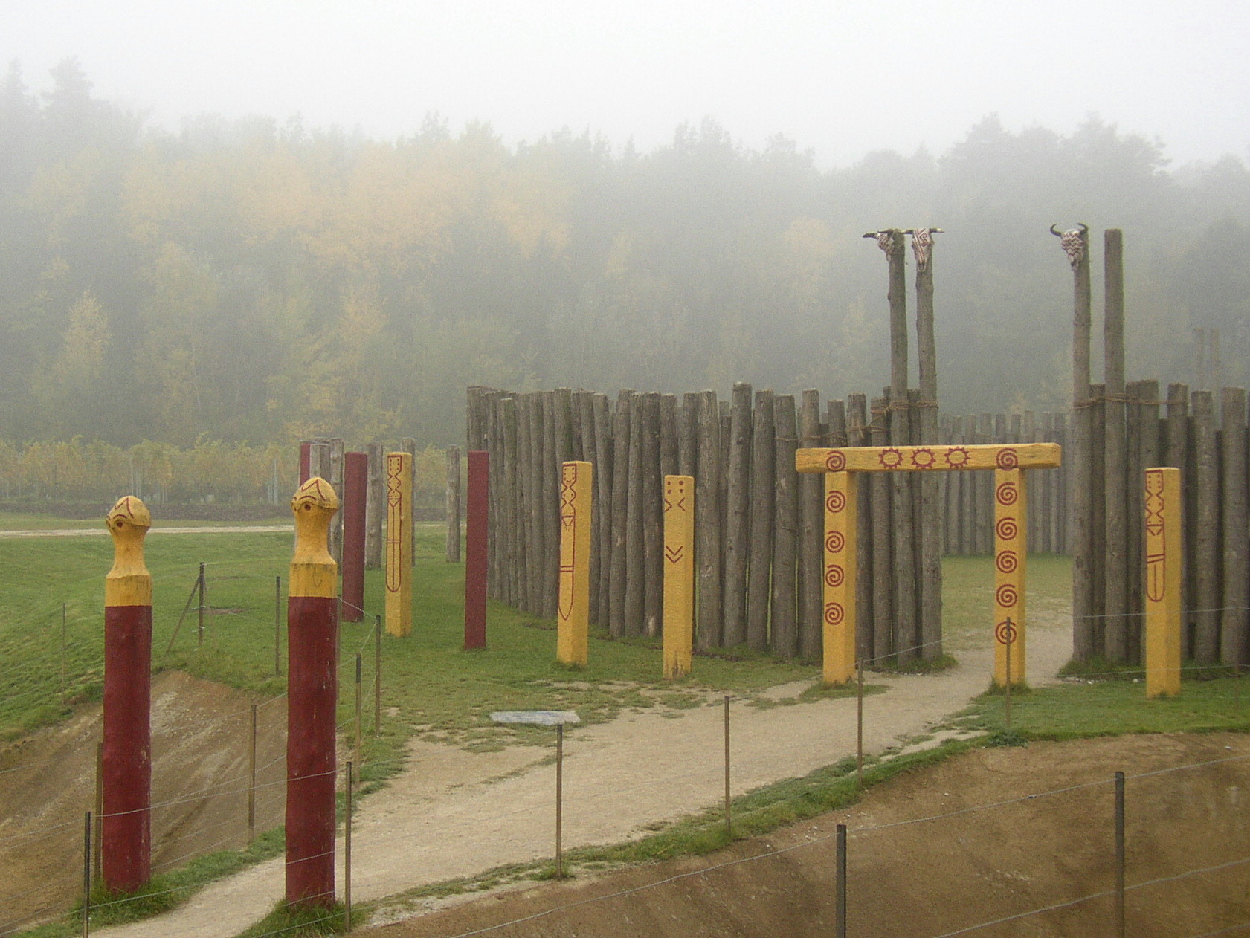
Rekonstruktion einer Kreisgrabenanlage für die Niederösterreichischen Landesausstellung 2005

Für die NÖ. Landesausstellung 2005 wurde am Heldenberg in Kleinwetzdorf eine Kreisgrabenanlage rekonstruiert. Sie ist nunmehr Bestandteil der regulären Ausstellung am Heldenberg.
Der Originalort der Anlage Glaubendorf 2 kann ebenfalls besichtigt und begangen werden (rund 500 m Feldweg beschildert ab der Bahnunterführung der Straße Glaubendorf – Ruppersthal). Die Ausmaße der Anlage sind durch Bepflanzung sichtbar gemacht worden.
Die Pfarre Glaubendorf wurde vor dem Jahr 1256 gegründet. Die Pfarrkirche wurde mit großer Wahrscheinlichkeit von den Kuenringern gestiftet und ist wie jene von Kühnring den Aposteln Philippus und Jakobus geweiht. Das heutige Kirchengebäude geht in Teilen auf das 14. Jahrhundert zurück.

### Gemeindezusammenlegungen
Mit der Niederösterreichischen Kommunalstrukturverbesserung wurde 1967 aus den Gemeinden Oberthern und Unterthern die Gemeinde Thern. 1971 wurden die Orte Glaubendorf, Kleinwetzdorf und Großwetzdorf zusammengeführt und die Gemeinde Heldenberg gebildet. Der neue Name der Gemeinde nimmt Bezug auf die Gedenkstätte Heldenberg. 1972 schloss sich die Gemeinde Thern der Großgemeinde Heldenberg an.

### Einwohnerentwicklung
Nach dem Ergebnis der Volkszählung 2001 gab es 1.096 Einwohner. 1991 hatte die Gemeinde 1.061 Einwohner, 1981 1.074 und im Jahr 1971 1.155 Einwohner.
| Heldenberg: Einwohnerzahlen von 1869 bis 2025       | Heldenberg: Einwohnerzahlen von 1869 bis 2025 | Heldenberg: Einwohnerzahlen von 1869 bis 2025 | Heldenberg: Einwohnerzahlen von 1869 bis 2025 | Heldenberg: Einwohnerzahlen von 1869 bis 2025 |
| --------------------------------------------------- | --------------------------------------------- | --------------------------------------------- | --------------------------------------------- | --------------------------------------------- |
| Jahr                                                |                                               |                                               |                                               | Einwohner                                     |
| 1869                                                | 1869                                          |                                               | 1.579                                         | 1.579                                         |
| 1880                                                | 1880                                          |                                               | 1.596                                         | 1.596                                         |
| 1890                                                | 1890                                          |                                               | 1.517                                         | 1.517                                         |
| 1900                                                | 1900                                          |                                               | 1.592                                         | 1.592                                         |
| 1910                                                | 1910                                          |                                               | 1.530                                         | 1.530                                         |
| 1923                                                | 1923                                          |                                               | 1.495                                         | 1.495                                         |
| 1934                                                | 1934                                          |                                               | 1.503                                         | 1.503                                         |
| 1939                                                | 1939                                          |                                               | 1.432                                         | 1.432                                         |
| 1951                                                | 1951                                          |                                               | 1.407                                         | 1.407                                         |
| 1961                                                | 1961                                          |                                               | 1.232                                         | 1.232                                         |
| 1971                                                | 1971                                          |                                               | 1.155                                         | 1.155                                         |
| 1981                                                | 1981                                          |                                               | 1.074                                         | 1.074                                         |
| 1991                                                | 1991                                          |                                               | 1.061                                         | 1.061                                         |
| 2001                                                | 2001                                          |                                               | 1.096                                         | 1.096                                         |
| 2011                                                | 2011                                          |                                               | 1.209                                         | 1.209                                         |
| 2021                                                | 2021                                          |                                               | 1.433                                         | 1.433                                         |
| 2025                                                | 2025                                          |                                               | 1.478                                         | 1.478                                         |
| Quelle(n): Statistik Austria, Gebietsstand 1.1.2021 |                                               |                                               |                                               |                                               |

## Kultur und Sehenswürdigkeiten

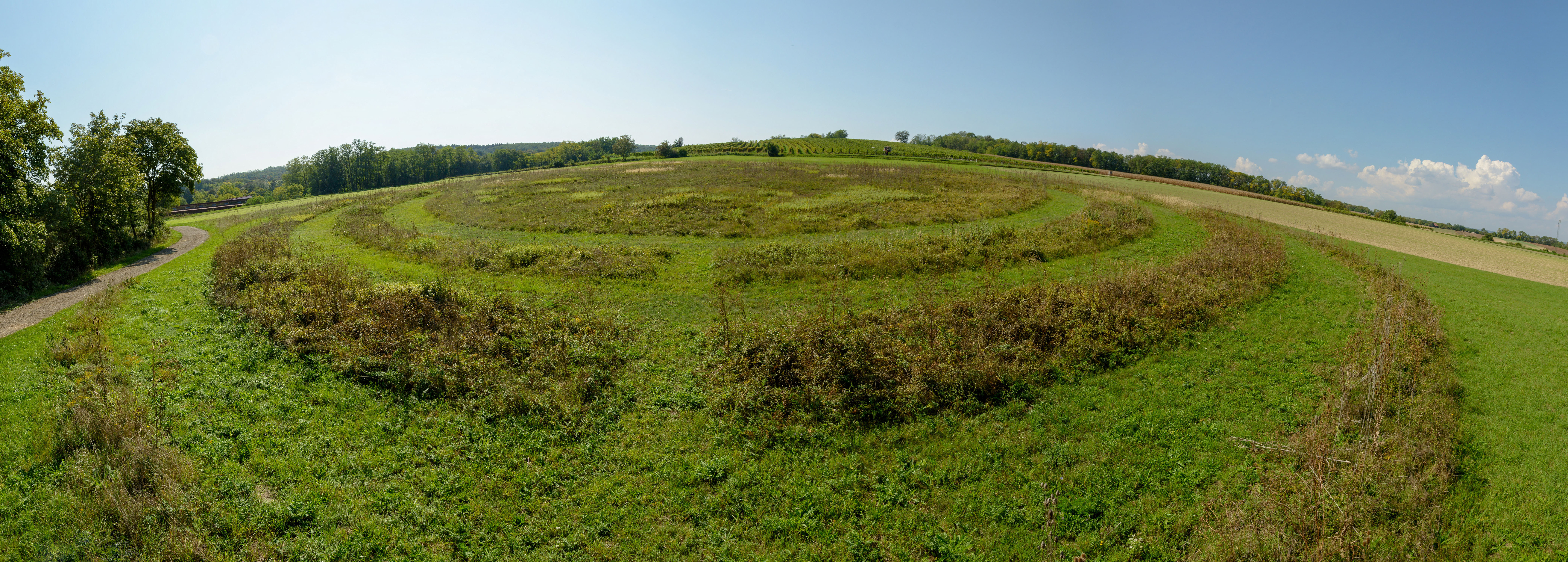
Kreisgrabenanlage in Glaubendorf

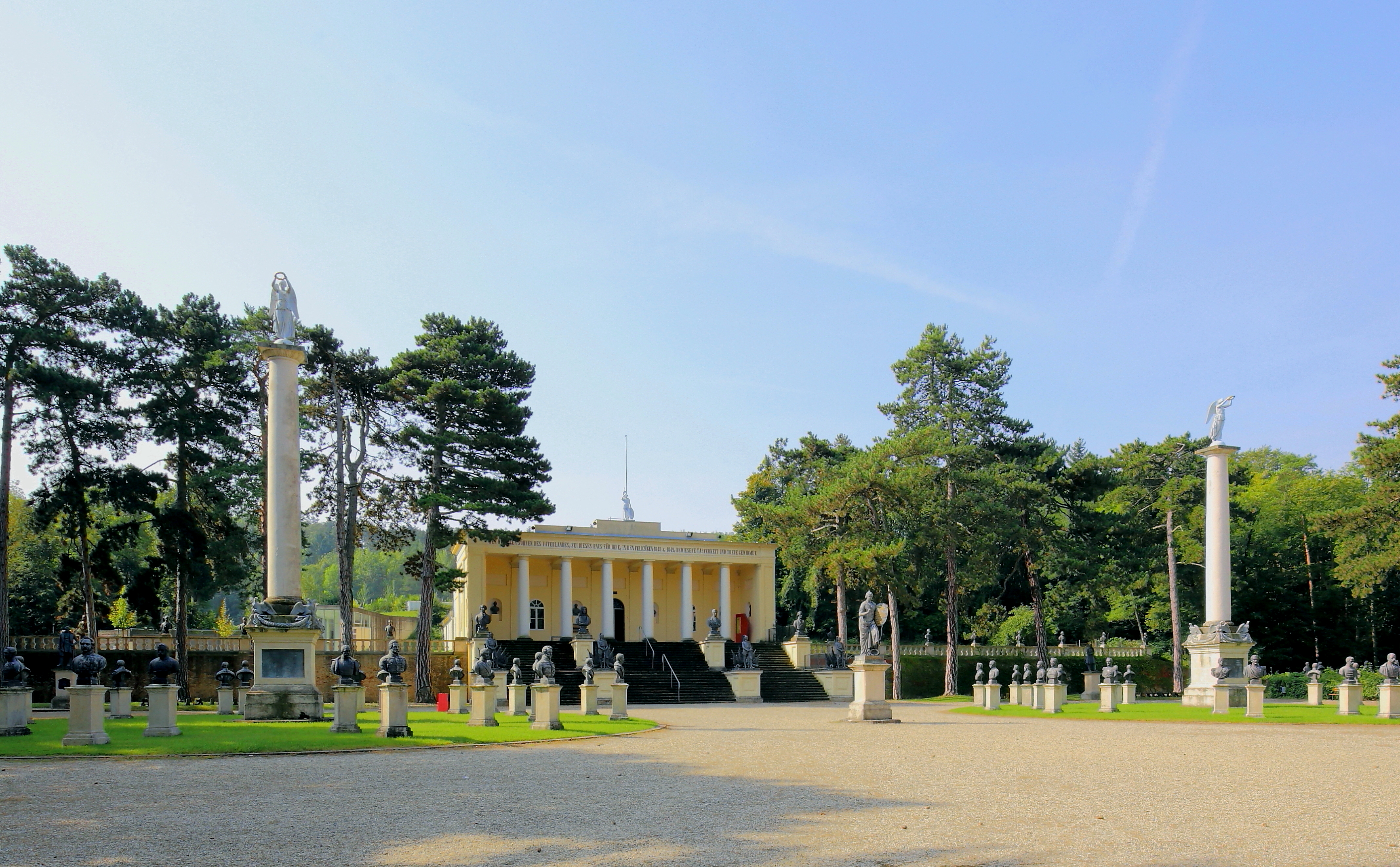
Gedenkstätte Heldenberg

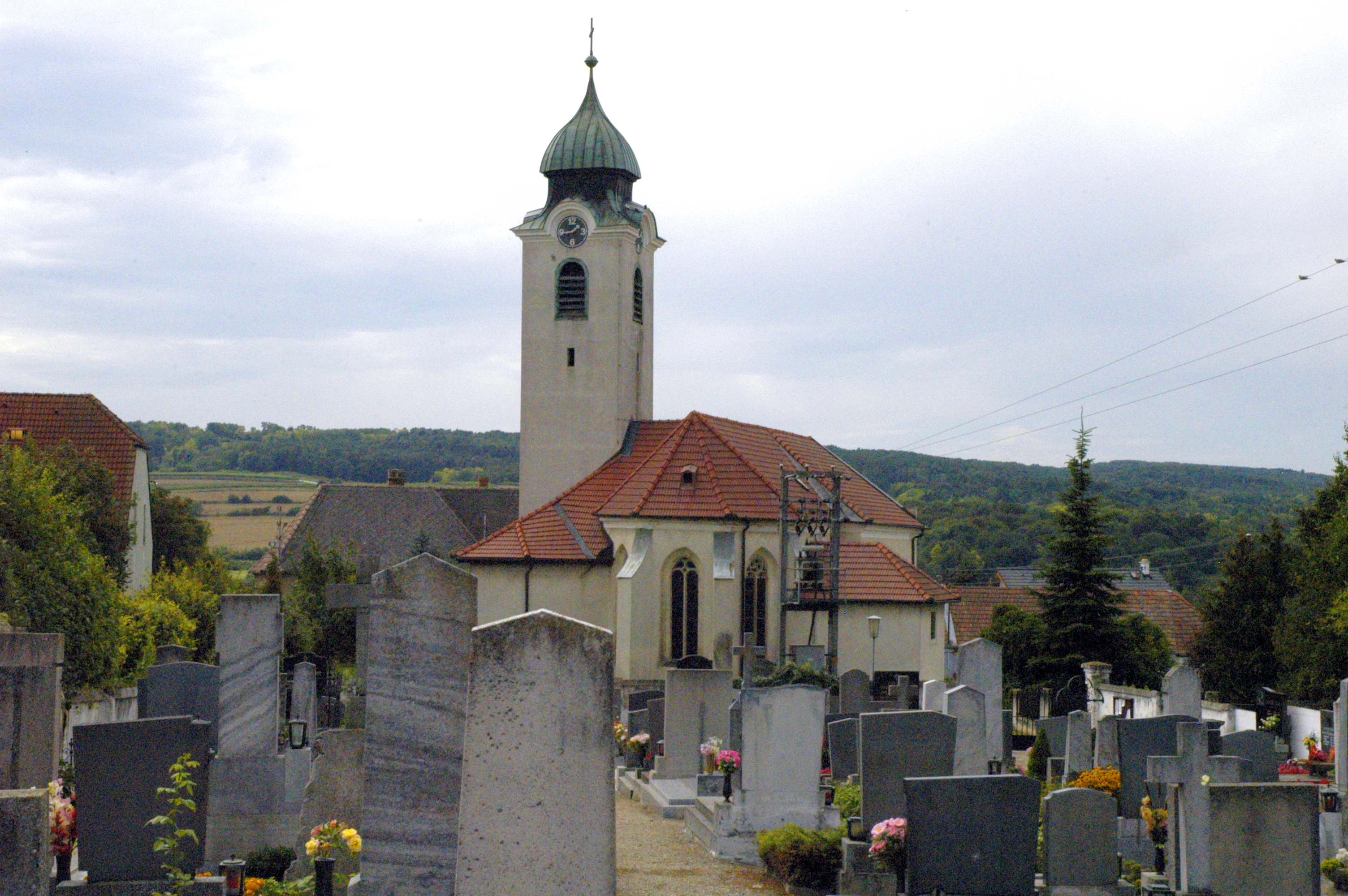
Pfarrkirche Großwetzdorf

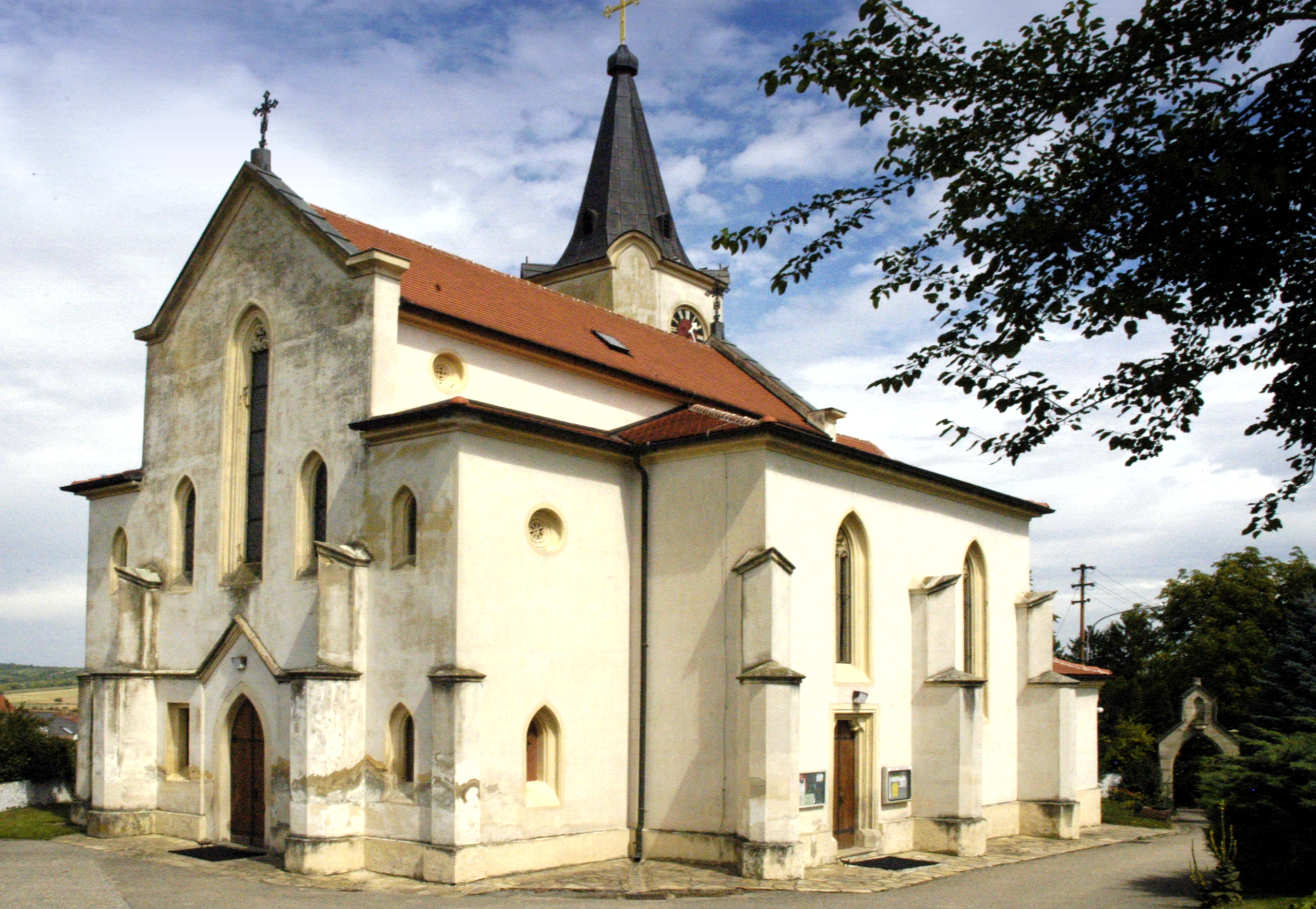
Pfarrkirche Glaubendorf

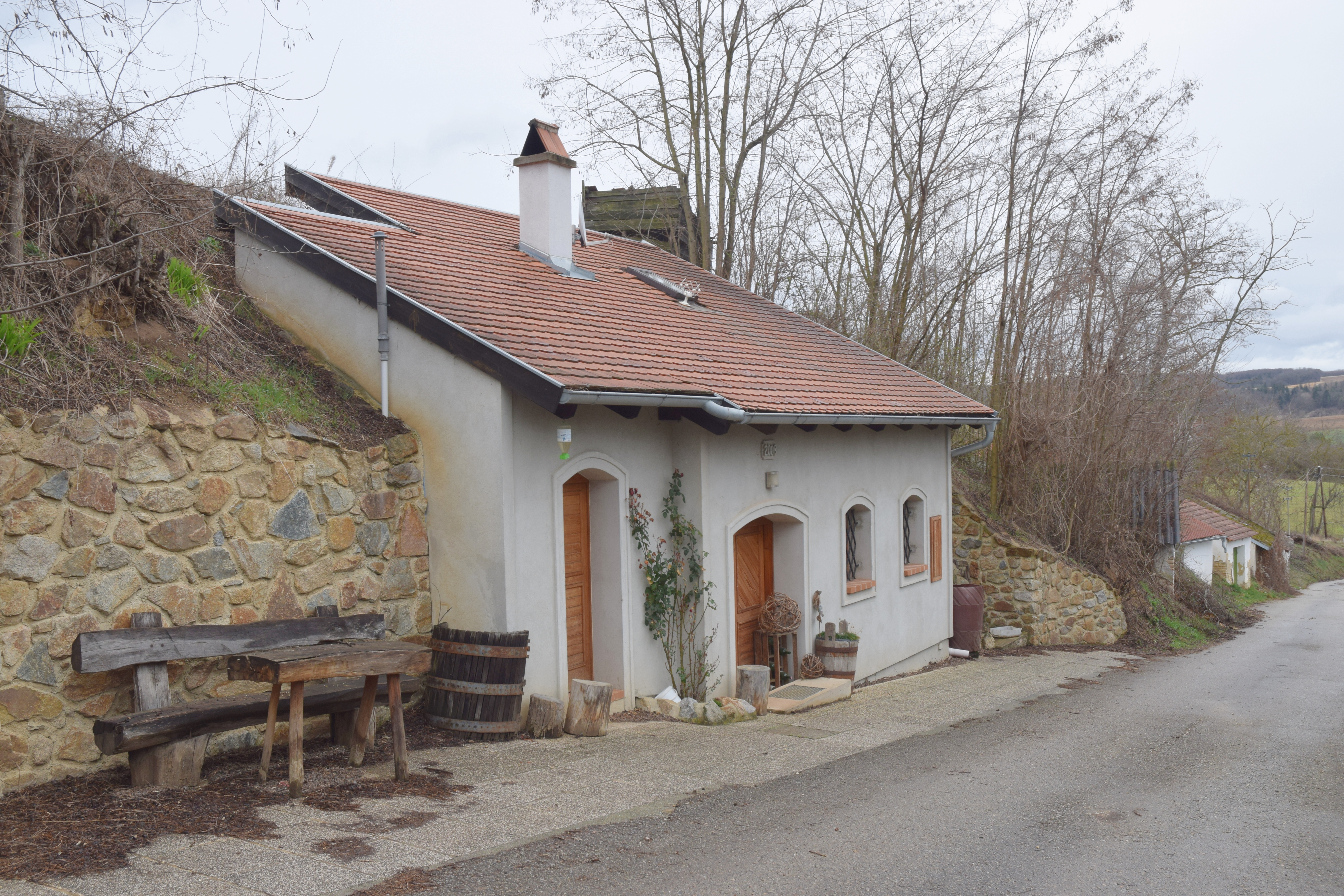
Kellergasse in Oberthern

- Kreisgrabenanlage in Kleinwetzdorf
- Gedenkstätte Heldenberg
- Schloss Wetzdorf mit der Gedenkstätte Heldenberg in Kleinwetzdorf
- Sommerstall und Trainingszentrum der Spanischen Hofreitschule
- Koller Oldtimermuseum in Kleinwetzdorf
- Katholische Pfarrkirche Großwetzdorf hl. Thomas
- Katholische Pfarrkirche Oberthern hl. Martin
- Katholische Pfarrkirche Glaubendorf Hll. Philipp und Jakob
- Glockenturm Unterthern

## Wirtschaft und Infrastruktur
Nichtlandwirtschaftliche Arbeitsstätten gab es im Jahr 2001 26, land- und forstwirtschaftliche Betriebe nach der Erhebung 1999 108. Die Zahl der Erwerbstätigen am Wohnort betrug nach der Volkszählung 2001 480. Die Erwerbsquote lag 2001 bei 45,07 Prozent.

### Verkehr

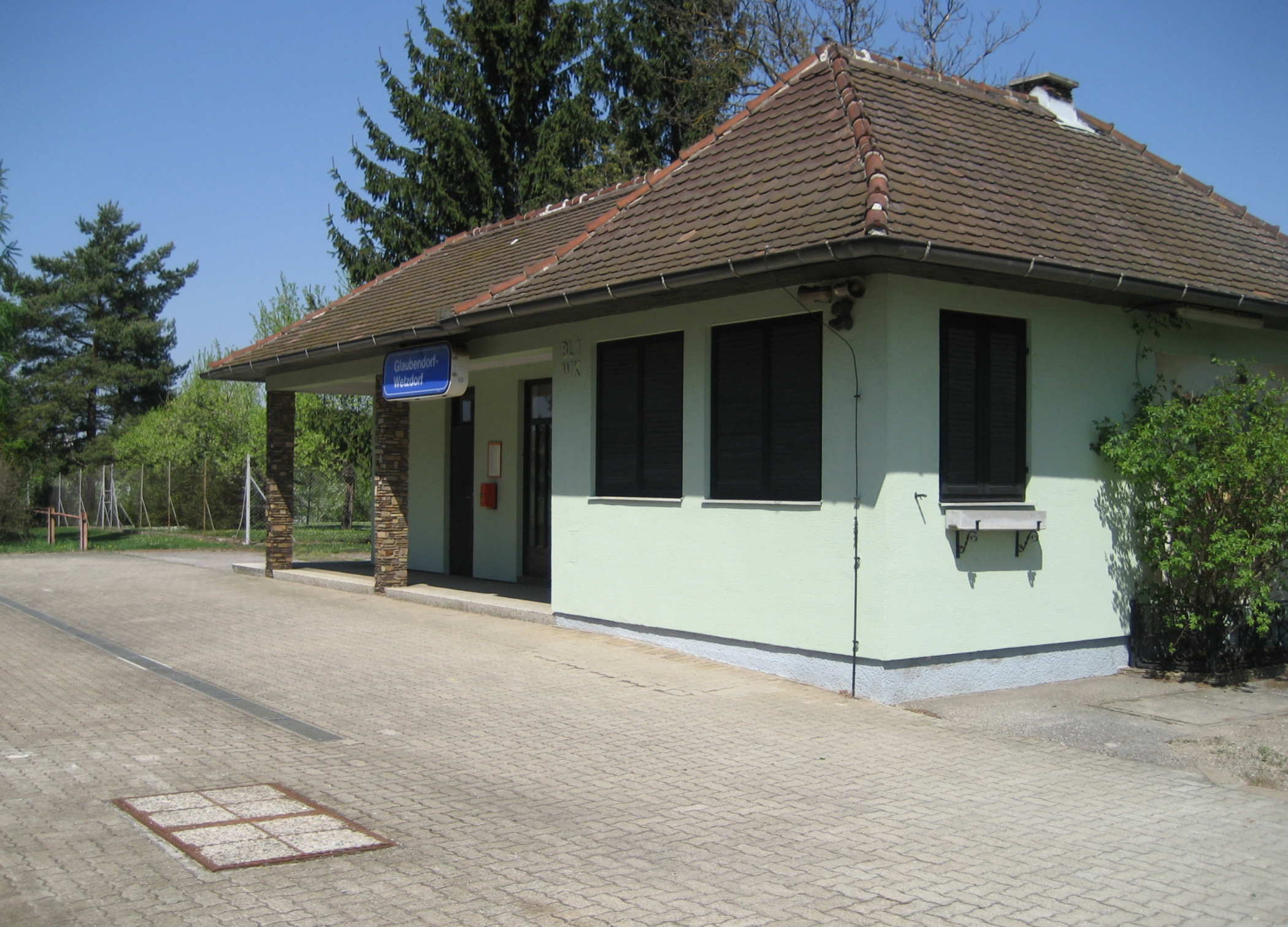
Die Haltestelle Glaubendorf-Wetzdorf ist bis zum Fahrplanwechsel im Dezember 2015 vom Personenverkehr der Franz-Josefs-Bahn bedient worden.

Bis zum 13. Dezember 2015 besaß die Gemeinde inmitten der Ortschaft Glaubendorf die Bahnhaltestelle „Glaubendorf-Wetzdorf“. Jedoch wurde diese, trotz massiver Kritik seitens der Einwohner, am besagten Datum aufgelassen und der öffentliche Verkehr auf Busse umgestellt.
Durch die Gemeinde passiert die Horner Straße „B4“, zusätzlich führen einzelne Landstraßen in die nebenliegenden Ortschaften.

## Politik

### Gemeinderat
Der Gemeinderat hat 19 Mitglieder.
- Mit den Gemeinderatswahlen in Niederösterreich 1990 hatte der Gemeinderat folgende Verteilung: 13 ÖVP, 3 UBH–Unabhängige Bürgerliste Heldenberg und 3 SPÖ.
- Mit den Gemeinderatswahlen in Niederösterreich 1995 hatte der Gemeinderat folgende Verteilung: 11 ÖVP, 4 UBH–Unabhängige Bürgerliste Heldenberg, 3 SPÖ und 1 FPÖ.[9]
- Mit den Gemeinderatswahlen in Niederösterreich 2000 hatte der Gemeinderat folgende Verteilung: 13 ÖVP, 3 SPÖ und 3 UBH–Unabhängige Bürgerliste Heldenberg.[10]
- Mit den Gemeinderatswahlen in Niederösterreich 2005 hatte der Gemeinderat folgende Verteilung: 15 ÖVP und 4 SPÖ.[11]
- Mit den Gemeinderatswahlen in Niederösterreich 2010 hatte der Gemeinderat folgende Verteilung: 15 ÖVP und 4 SPÖ.[12]
- Mit den Gemeinderatswahlen in Niederösterreich 2015 hatte der Gemeinderat folgende Verteilung: 16 ÖVP und 3 SPÖ.[13]
- Mit den Gemeinderatswahlen in Niederösterreich 2020 hatte der Gemeinderat folgende Verteilung: 16 ÖVP und 3 SPÖ.[14]
- Mit den Gemeinderatswahlen in Niederösterreich 2025 hat der Gemeinderat folgende Verteilung: 9 BLH (Bürgerliste Heldenberg), 7 ÖVP, 2 SPÖ und 1 FPÖ.[15]

### Bürgermeister
Bürgermeister seit 1972 waren:
- 1972–1985 Josef Scharinger
- 1985–1996 Martin Landrichter (ÖVP)
- 1996–2008 Alfred Wunderer (ÖVP)
- 2009–2022 Peter Steinbach (ÖVP)[17]
- 2022–2024 Günther Brandstätter (ÖVP)
- 2024–2025 Thomas Glanz (ÖVP)
- seit 2025 Irmtraud Traxler (BLH)

### Wappen
Der Gemeinde wurde 1997 folgendes Wappen verliehen: Durch eine goldene Leiste schräglinks geteilt, oben in Rot eine goldene Säulenhalle mit fünf Säulen, unten in Blau eine goldene Traube mit linksgestelltem Blatt.
Die Säulenhalle symbolisiert die Gedenkstätte Heldenberg, wobei die fünf Säulen für die fünf Katastralgemeinden stehen. Die Traube weist auf die Wichtigkeit des Weinbaus für die Gemeinde hin.